# Polemaetus bellicosus
El águila marcial (Polemaetus bellicosus) es una especie de ave accipitriforme de la familia Accipitridae. Es la mayor águila africana y la única representante del género Polemaetus. Distribuida por las sabanas del centro y sureste del continente, posee una envergadura de entre 188 y 227 cm. Por ello es capaz de capturar presas del tamaño de un chacal o pequeños antílopes, aunque lo habitual es que capture animales como pintadas, francolines y pequeños mamíferos. No se reconocen subespecies.

## Distribución
El águila marcial se puede encontrar en la mayor parte de África subsahariana, donde la comida es abundante y el entorno es favorable. Con una distribución total estimada de alrededor de 26,000 km² (10,000 millas cuadradas), tiene una distribución sustancial en toda África, lo que le da un rango algo más amplio que otras especies allí como el águila coronada (Stephanoaetus coronatus) y el águila de Verreaux (Aquila verreauxii).